# 625e régiment de circulation routière
Le 625e régiment de circulation routière (625e RCR) est un régiment de l'Armée de terre française.

## Histoire
Formation de réserve de mobilisation créé dans les années 70 sous le nom de 625e GCR.
A comporté une fraction active, le 625e GEC (Groupe d'Escadrons de Circulation) intégré au 517e RT de Vernon et a recueilli le patrimoine historique de la DCR du 3e CA de 1940.
le 625e est devenue régiment d'active le 1er Juillet 1991, il est dissous le 31 décembre 1993 pour donner naissance au 601e RCR reconstitué au quartier Turenne d'Arras, le 1er Janvier 1994.
En 1986, il faisait partie de ce régiment et dépendait du 517e régiment du train.

## Traditions

### Étendard
Il ne porte aucune inscription.

### Insigne
- rondache fond rouge écu vert blanc avec lion rose des vents fleur de lys dorée.

### Devise
Modèle:Rarrement derriere souvent devant toujours dedand

## Liste des chefs de corps

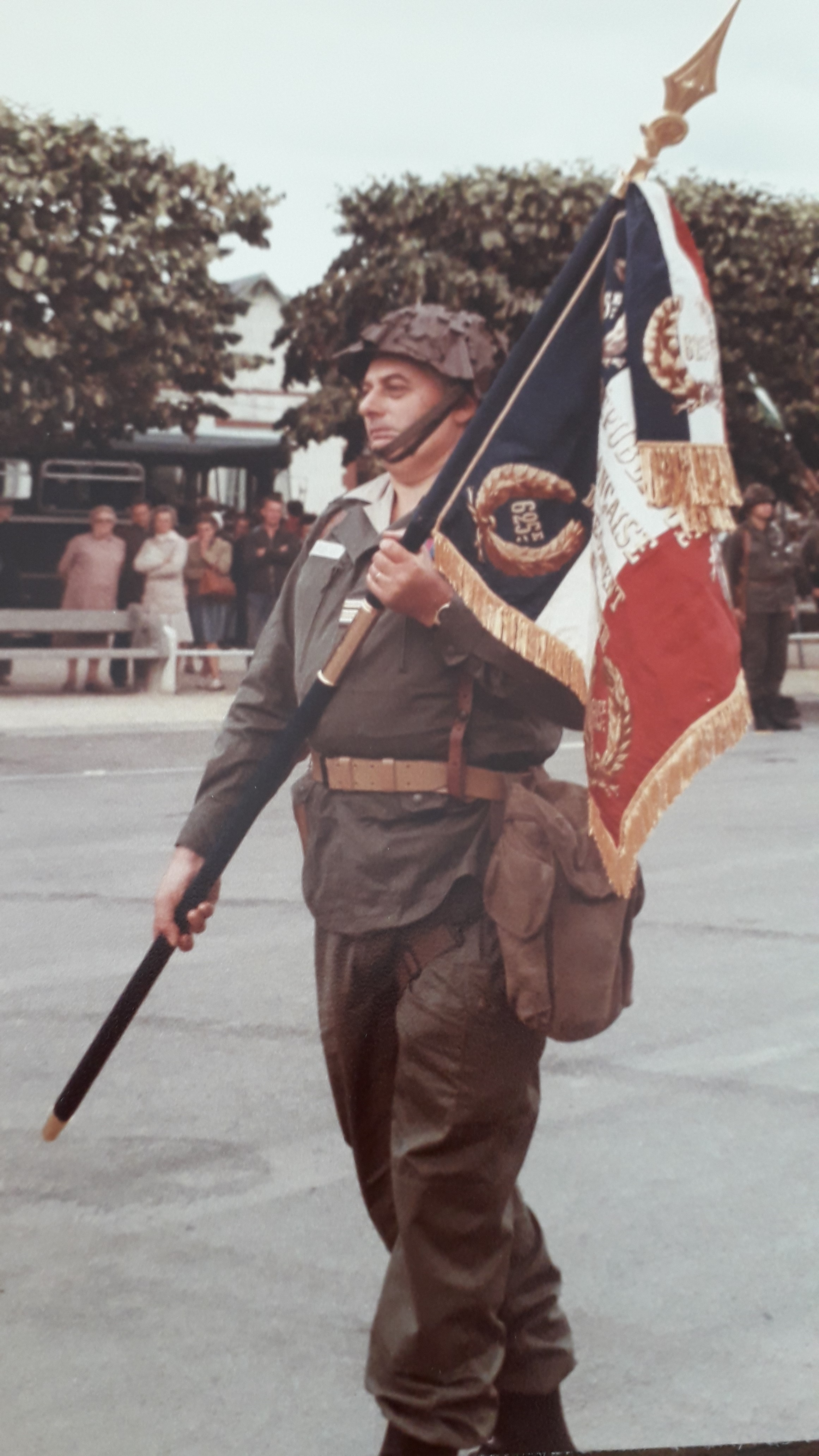
Colonel Alain Richard.

Le Colonel Alain Richard (1932-2020) est le dernier commandant de ce régiment.
- ....- .... Lieutenant-colonel Patrick Rose.